# Psychotria aganosmifolia
Psychotria aganosmifolia är en måreväxtart som beskrevs av William Grant Craib. Psychotria aganosmifolia ingår i släktet Psychotria och familjen måreväxter. Inga underarter finns listade i Catalogue of Life.